# هانتسویل (می‌سی‌سی‌پی)
هانتسویل (به انگلیسی: Huntsville) یک منطقهٔ مسکونی در ایالات متحده آمریکا است که در شهرستان مونتگومری، میسیسیپی واقع شده‌است. هانتسویل ۱۲۳٫۱۴ متر بالاتر از سطح دریا واقع شده‌است.